# Долина уничтоженных общин
Долина Уничтоженных общин (ивр. בקעת הקהילות‎) — монумент в память о более 5000 еврейских общинах, уничтоженных во время Холокоста. Находится в западной части музея Яд ва-Шем в Иерусалиме. Состоит из искусственно созданного каменного лабиринта, 107 стен которого сложены из высоких скалообразных блоков площадью 2,5 акра, на которых высечены (на английском и иврите) названиями общин. Холлы образовывают карту Европы. В центральной части монумента расположен Дом Общин, предоставляющий материалы для временных экспозиций. Отсутствие крыш символизирует прекращение жизни.
Идея монумента принадлежит Ицхаку Араду, в прошлом директору Яд Вашем. Первый участок монумента был открыт 26 апреля 1987 года. 14 октября 1992 года был завершен весь комплекс.